# Entorrhizomycota

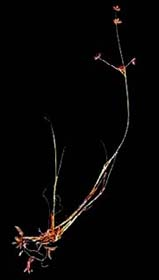
Galhas nas raízes de Juncus articulatus induzidas por Entorrhiza casparyana.

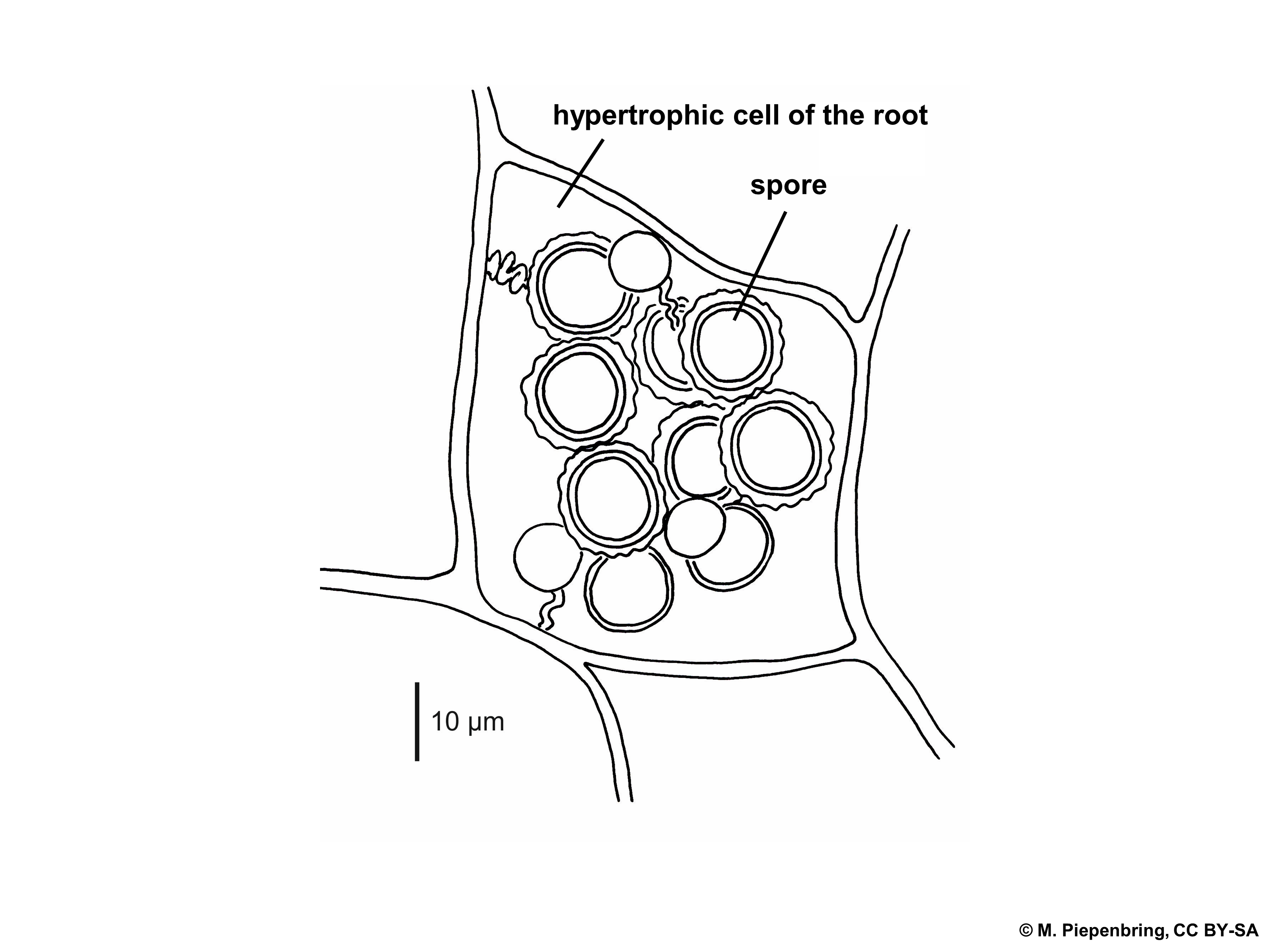
Hifas e teliósporos de Juncorrhiza sp. numa célula hospedeira.

Entorrhizomycota é um filo monotípico do reino Fungi cuja única classe é Entorrhizomycetes, um pequeno grupo de fungos teliospóricos parasitas de raízes que formam galhas em plantas das famílias Juncaceae e Cyperaceae e algumas Caryophyllales. Em conjunto com os filos Basidiomycota e Ascomycota, com os quais apresenta semelhanças, este pequeno filo integra o subreino  Dikarya tendo, até 2015, tendo estado integrado na subdivisão Ustilaginomycotina do Basidiomycota. Um estudo publicado em 2015 fez uma análise abrangente de cinco genes de Entorrhiza e concluiu que a antiga classe Entorrhizomycetes é possivelmente um grupo irmão próximo ao resto de Dikarya ou Basidiomycota.

## Morfologia
Todos os membros dos entorrizomicetos são parasitas obrigatórios nas raízes de plantas superiores pertencentes às famílias Juncaceae e Cyperaceae e algumas espécies de Caryophyllales. São espécies que produzem soros sob a forma de galhas nas raízes da planta hospedeira.
As galhas são tuberculares, com forma globoide, irregular ou elongada e são compostas por feixes vasculares, células parenquimatosas e micélio fúngico. Os segmentos mais jovens das galhas são de cor pálida, enquanto os segmentos mais velhos ficam acastanhados. O micélio consiste em hifas dicarióticas e septadas com paredes fibriladas que não possuem fíbula. Inicialmente, o micélio cresce intercelularmente antes de produzir hifas intracelulares enroladas que terminam em células globosas que se destacam e se desenvolvem em teliósporos.
Os teliósporos germinam em tétradas por meio de septação interna, e cada compartimento de tétrada produz hifas que terminam em propágulos sigmoides. Os teliósporos jovens têm dois núcleos, os teliósporos mais velhos têm apenas um núcleo e cada compartimento tétrade tem um núcleo cada, o que indica que a cariogamia e a meiose ocorrem no teliósporo. Foi observado que os teliósporos são libertados quando a planta hospedeira morre e as galhas se desintegram, e que o número de galhas é maior em solos alagados em comparação com solos bem drenados. Estas observações podem apoiar a hipótese de que os entorrizomicetos se dispersam através da humidade do solo.
Tanto o género Talbotiomyces como o género Juncorrhiza são taxa segregados do género Entorrhiza sensu lato. Entorrhiza sensu stricto é diagnosticado por teliósporos com ornamentação sulcada longitudinalmente ou cerebriforme e infectando plantas pertencentes à família Cyperaceae, enquanto Juncorrhiza é diagnosticado por teliósporos com ornamentação verrucosa-tuberculada e infectando plantas pertencentes à família Juncaceae.
O género Talbotiomyces distingue-se das espécies de Entorhizales por apresentar septos de hifas com poros simples que não possuem cápsulas ou membranas (as espécies de Entorrhizales têm doliporos que não possuem cápsulas ou membranas) e por infectar plantas pertencentes às Caryophyllales.

## Filogenia e história evolutiva
A filogenia molecular coloca os entorrizomicetos como um grupo irmão de Basidiomycota ou um grupo irmão de Dikarya como um todo. Os entorrizomicetos compartilham muitas características com os basidiomicetos, como micélio vegetativo dicariótico, paredes celulares fibriladas, septos hifais com um perfil tripartido e semelhanças no corpo polar do fuso.
Com base nessas características, especula-se que o teliósporo tétrade em entorrizomicetos pode representar o estado ancestral dos meiosporângios dicarianos. Essa teoria tem por base a observação de que os septos nas tétrades têm poros e que os compartimentos da tétrade germinam em hifas que terminam em propágulos. As células basidiais separadas por septos porosos nos basidiomicetos com fragmobasídios representam meiosporos que por sua vez libertam propágulos vegetativos (que são geralmente caracterizados como basidiósporos).
É possível que uma estrutura ancestral semelhante ao teliósporo tétrada tenha evoluido para fragmobasídios que por sua vez evoluiu para holobasidia em várias ocasiões durante a transição de dispersão dentro de água para dispersão no ar. Se os entorrizomicetos são um grupo irmão de Dikarya, também é possível que o teliósporo tétrada seja homólogo aos meiósporos tétrades dos ascomicetos de divergência precoce.
A idade basal do agrupamento Entorrhizomycota foi estimada em aproximadamente 560 milhões de anos, ou seja apareceram durante o final da era Neoproterozóica. A divergência entre Talbotiomycetales e Entorrhizales é estimada em aproximadamente 50 milhões de anos, e a divergência entre Entorrhiza e Juncorrhiza é estimada em aproximadamente 42 milhões de anos.
Tanto Entorrhiza quanto Juncorrhiza sofreram uma grande radiação evolutiva durante as épocas do Oligoceno e Mioceno. Dado que essas estimativas de divergência são incongruentes ou apenas ligeiramente congruentes com as idades estimadas do tronco basal das linhagens de plantas hospedeiras e existe incongruência na co-filogenia entre Entorrhizales e plantas hospedeiras, é mais provável que a especiação por mudança de hospedeiro tenha ocorrido do que a co-especiação durante essas divergências e a radiação de Entorrhizales.
Os entorrizomicetos têm um número muito menor de espécies e uma variedade de hospedeiros mais limitada do que a sua idade estimada indicaria. Uma possível explicação é que muitas linhagens foram extintas junto com seus hospedeiros durante eventos de extinção em massa ocorridos no passado. Outra explicação é que grande parte da diversidade desse filo permanece desconhecida. A última explicação é apoiada pelo facto de que as plantas hospedeiras não apresentam nenhum sintoma de infecção acima do solo, e pode haver espécies que não causam galhas nos seus hospedeiros.

## Taxonomia
A taxonomia deste grupo tem estado em fluxo, continuando sem atingir consenso. Com base na taxonomia proposta pelo estudo de Wijayawardene et al., de 2019, o grupo inclui os seguintes agrupamentos taxonómicos:
- Ordem Talbotiomycetales Riess et al. 2015[10]
  - Família Talbotiomycetaceae Riess et al. 2015
    - Género Talbotiomyces Vánky, Bauer & Begerow 2007[7]
- Ordem Entorrhizales Bauer & Oberwinkler 1997
  - Família Entorrhizaceae Bauer & Oberwinkler 1997
    - Género Juncorrhiza Riess & Piątek 2019[6]
    - Género Entorrhiza Weber 1884 [Schinzia Nägeli 1842]